# Robert Tekieli
Robert Tekieli (ur. 19 maja 1961 w Wieluniu) – polski dziennikarz, publicysta, animator kultury niezależnej, poeta lingwistyczny.

## Kariera
W 1986 był współzałożycielem niezależnego pisma literacko-kulturalnego „brulion”, którego redaktorem naczelnym był następnie aż do zamknięcia pisma w 1999.
Początkowo zafascynowany ruchem New Age (twierdzi, że posiadł m.in. takie umiejętności jak uzdrawianie, słyszenie myśli innych ludzi, prekognicja). W latach 90. nawrócił się na katolicyzm. Stało się to, jak twierdzi, dzięki jego babci, która po swojej śmierci miała interweniować u samej Matki Boskiej.
W latach 1998–2005 był członkiem Rady Programowej TVP, przez pewien czas pełnił funkcję jej przewodniczącego. Był też członkiem rady programowej należącego do archidiecezji warszawskiej Radia Józef. Od połowy lat 90. prowadzi w tejże stacji liczne audycje (Pocieszenie i strapienie, 2+2, Encyklopedia New Age dla chrześcijan). W latach 2001–2003 zajmował stanowisko dyrektora programowego Radia Józef. Od lipca 2005 przez rok pełnił funkcję zastępcy redaktora naczelnego tygodnika „Ozon”. Po jego upadku został prezesem spółki Media Dei, która zamierzała wydawać nowy tygodnik kontynuujący linię „Ozonu”.
Był felietonistą „Gazety Polskiej” i „Gazety Polskiej Codziennie”. Od 3 sierpnia 2007 prowadził w TVP Info program Jarmark cudów. Nazywając siebie byłym okultystą, w swojej działalności zajmuje się duchowymi zagrożeniami, które jego zdaniem niesie ze sobą okultyzm i New Age. Od połowy 2016 roku przez kilka miesięcy prowadził na antenie TVP Warszawa autorski program Tekieli. Krótki przewodnik po duszy. W czerwcu 2020 dołączył do grona stałych publicystów tygodnika „Sieci”.
W 2010 poparł kandydaturę Marka Jurka w wyborach prezydenckich i wszedł w skład jego społecznego komitetu poparcia.
Od maja 2017 był zastępcą redaktora naczelnego stacji radiowej Polskie Radio 24. Od marca 2018 był wicedyrektorem stacji radiowej Polskie Radio Program I. Po krytycznej ocenie Zarządu Polskiego Radia dotyczącej organizacji audycji Lato z Radiem został zwolniony z zajmowanego stanowiska w październiku 2018. W sierpniu 2024 został dyscyplinarnie zwolniony z Polskiego Radia za notoryczne łamanie zakazu konkurencji. Od 2025 jest felietonistą Radia Maryja w niedzielnym wydaniu audycji Myśląc Ojczyzna.
W 2025 wszedł w skład komitetu wspierającego kandydaturę Karola Nawrockiego na prezydenta RP w wyborach w 2025.

## Publikacje
Poezja
- Nibyt, Fundacja „brulionu”, Kraków-Warszawa 1993

Popularna Encyklopedia New Age (seria)
- t. 1: Homeopatia, Biblioteka „Frondy”, Warszawa 2004
- t. 2: Techno, aikido, amulety, Biblioteka „Frondy”, Warszawa 2004
- t. 3: Harry Potter. Metoda Silvy. Tai Czi, Biblioteka „Frondy”, Warszawa 2004

Książki
- Zmanipuluję cię kochanie Wydawnictwo M, 2012
- Egzorcyzm i opętanie Wydawnictwo M, 2012

Inne
- Leksykon zagrożeń duchowych t. 1, Wydawnictwo Misjonarzy Krwi Chrystusa Pomoc, 2009, ISBN 978-83-7256-912-7.